# Lisa Jardine
Lisa Anne Jardine (Oxford, 12 april 1944 – Londen, 25 oktober 2015) was een Brits historicus die gespecialiseerd was in de vroegmoderne tijd.

## Biografie
Lisa Jardine werd tijdens de Tweede Wereldoorlog in Oxford geboren als de dochter van de Poolse wiskundige Jacob Bronowski en de beeldhouwster Rita Coblentz. Ze verkreeg haar scholing aan het Cheltenham Ladies' College. Ze begon met het studeren van wiskunde, maar stapte vervolgens over naar Engels. In 1973 ze behaalde haar PhD in geschiedenis aan het Newnham College van de Universiteit van Cambridge. Haar dissertatie zou later in boekvorm worden uitgegeven: Francis Bacon: Discovery and the Art of Discourse. Vervolgens was Jardine achtereenvolgend als onderzoeker verbonden aan het Warburg Institute, de Universiteit van Essex, de Cornell-universiteit en ten slotte bij twee verschillende colleges van Cambridge. Ze was de eerste vrouwelijke Fellow aan het Jesus College.
In 1989 kreeg ze een aanstelling als hoogleraar aan de Londense Queen Mary-universiteit in Londen, omdat ze de egalitaire ethiek van een "minder brahmaanse" instelling verkoos. Jardine richtte in 2002 het instituut Centre for Editing Lives and Letters dat indertijd baanbrekend interdisciplinair onderzoek deed naar de vroegmoderne tijd. In het wetenschappelijk onderzoek dat Jardine deed schreef ze onder meer over Erasmus, Shakespeare en het zeventiende-eeuwse Nederland. Zo verscheen in 2008 het boek Going Dutch. How England Plundered Holland’s Glory dat in het Nederlands verscheen onder de titel: Gedeelde weelde. In dit boek betoogde Jardine dat cultuur en geld uit Nederland de basis legde voor het Britse Rijk. In 2010 verzorgde ze ook de Huizingalezing aan de Universiteit Leiden en deze was getiteld The afterlife of homo ludens, from Huizinga to Zemon Davis and beyond. Haar laatste boek, Temptation in the Archives: Essays in Golden Age Dutch Culture, verscheen in 2015 en ze publiceerde dit boek in open access.
Naast haar historische onderzoek was Jardine tussen 2008 en 2014 voorzitter van de Human Fertilisation and Embryology Authority in het Verenigd Koninkrijk. Ze overleed in 2015 aan de gevolgen van kanker.

## Persoonlijk
Jardine huwde met Nick Jardine in 1969 en ze kreeg met hem twee kinderen. Hun huwelijk eindigde in 1979 en ze hertrouwde met John Hare. Ze was lid van de Labour Party. Ze sprak zich al in een vroege fase uit tegen de Irakoorlog en dit leidde ertoe dat ze haar lidmaatschap voor enige tijd opzegde.

## Geselecteerde bibliografie
- Francis Bacon: Discovery and the Art of Discourse (1974)
- Still Harping on Daughters: Women and Drama in the Age of Shakespeare (1983)
- What's Left?: Women in Culture and the Labour Movement, i.s.m. Julia Swindells (1990)
- Erasmus, Man of Letters: The Construction of Charisma in Print (1993)
- Reading Shakespeare Historically (1996)
- Worldly Goods: A New History of the Renaissance (1996)
- Ingenious Pursuits: Building the Scientific Revolution (1999)
- Global Interests: Renaissance Art Between East and West, i.s.m. Jerry Brotton (2000)
- On a Grander Scale: The Outstanding Career of Sir Christopher Wren (2002)
- For the Sake of Argument (2003)
- The Curious Life of Robert Hooke: The Man Who Measured London (2003)
- London's Leonardo: The Life and Work of Robert Hooke, i.s.m. Jim Bennett, Michael Cooper en Michael Hunter (2003)
- Grayson Perry (2004)
- The Awful End of Prince William the Silent: The First Assassination of a Head of State with a Handgun (2005), vertaald als: De vreselijke dood van Willem de Zwijger: de eerste politieke moord in een lange rij van spraakmakendee aanslagen met een handvuurwapen (2015)
- Going Dutch: How England Plundered Holland's Glory (2008), vertaald als: Gedeelde Weelde: Hoe de zeventiende-eeuwse cultuur van de Lage Landen Engeland veroverde en veranderde (2008)
- Temptation in the Archives: Essays in Golden Age Dutch Culture (2015)